# ウィル・ローランド
ウィル・ローランド（Will Rowlands、1991年9月19日 - ）は、トップ14ラシン92に所属するラグビーユニオン選手。

## プロフィール
- イングランド・ロンドンハマースミス出身[1]。
- ポジションはロック(LO)。
- 身長 203cm、体重 123kg
- ウェールズ代表キャップは33（2024年10月現在）でワールドカップ2023のウェールズ代表に選ばれた。

## 略歴
ワスプス、ジャージー・レッズを経て、2021年、ドラゴンズに加入。
2023年、ラシン92に加入。 